# Robert Graham (botanico)
Robert Graham (Stirling, 3 dicembre 1786 – Perthshire, 7 agosto 1845) è stato un medico e botanico britannico.

## Biografia
Nacque Stirling figlio del Dr. Robert Graham, medico. Dopo aver studiato nella scuola di Stirling continuò i suoi studi presso l'Università di Glasgow e, in seguito, presso l'Università di Edimburgo dove si è anche laureato, intorno al 1806 e guadagnato il suo dottorato (MD) nel 1808.
Presso il St Bartholomew's Hospital, Londra, si qualificò come chirurgo. In seguito ritornò in Scozia per praticare la sua fama a Glasgow Royal Infirmary 1812-3 e 1816-19.
Iniziò la docenza come botanico nel 1816 sempre nella stessa università, prendendo il posto di Thomas Brown, a causa delle sue dimissioni. Era una figura importante, per aver creato l''orto botanico di Glasgow.
Nel 1820 si trasferisce a Edimburgo per assumere il ruolo di professore di botanica e medicina presso l'Università di Edimburgo, un ruolo che mantanne fino al 1845; in seguito fu medico per il Royal Infirmary of Edinburgh e il 6° Regius Keeper of the Royal Botanic Garden Edinburgh (1820-1845).
Nel 1821 fu eletto Fellow della Royal Society di Edimburgo.
Dal 1840-1842 fu Presidente del Royal College of Physicians of Edinburgh.

## Cariche
- Membro della Società Highland, 1821-1845
- Fellow della Royal Society di Edimburgo, 1821-1845
- Presidente del Royal College of Physicians, Edimburgo, 1840-1842
- Primo Presidente della Società Botanica di Edimburgo 1836
- Presidente della Società Medico-Chirurgica 1842

## Contributi
Le descrizioni delle sue piante nuove e rare coltivate nei vari orti furono pubblicati in Edinburgh New Philosophical Magazine, Curtis's Botanical Magazine e Companion to the Botanical Magazine.
Tra le piante che descrisse vi era l'arbusto australiano Lasiopetalum macrophyllum.